# Cool Me Down
 (juin 2016).
Si vous disposez d'ouvrages ou d'articles de référence ou si vous connaissez des sites web de qualité traitant du thème abordé ici, merci de compléter l'article en donnant les références utiles à sa vérifiabilité et en les liant à la section « Notes et références ».
Cool Me Down, est une chanson composée et écrite par Robert Uhlmann, Arash, Alex Papaconstantinou, Anderz Wrethov, Viktor Svensson, Linnea Deb, interprétée par la chanteuse polonaise Margaret, à l’occasion de la présélection polonaise aux concours Eurovision de la chanson 2016.
Le titre se classe n° 4 dans les Polish Music Charts.

## Clip vidéo
Un lyric clip promotionnel est mis en ligne le 18 février 2016 sur Youtube, avec 11 millions de vues en 2 mois, la vidéo est réalisée par Bogna Kowalczyk.
Le clip officiel est dévoilé le 17 mai 2016 avec 1 millions de vues.

## Eurovision 2016
La chanson est donnée favorite par les fans de l'Eurovision pour remporter la victoire nationale, mais échoue de quelques points devant le titre Color of Your Life de Michał Szpak.